# Funky Dan Larsson
Funky Dan Mats Sören Larsson, född 12 april 1981, är en svensk musiker.
Han kommer från Ursviken, var mellan 2009 och 2023 sångare i Noice. Tidigare var han frontfigur och sångare i bandet Jupither som vann den lokala musiktävlingen Norrans popfest 1997 och före detta sångare i Tribal Ink, bandet som skapades 2002 av dokusåpan Wannabe på TV3. Han har dessutom medverkat i Melodifestivalen 2006 som kompositör bakom The Elephantz ”Oh Yeah”. Han kallas Funky på grund av att den första av hans låtar som spelades på radion var ”Funky Funky” och det är också hans namn sedan år 2000.
Funky Dan Larsson är också en del av Dan & Dom, som årligen sedan 2011 spelat in kamplåtar för Skellefteå AIK.